# Barnes City
Barnes City es una ciudad repartida entre los condados de Mahaska y Poweshiek, en el estado de Iowa, Estados Unidos. Según el censo de 2000 tenía una población de 201 habitantes.

## Geografía
Según la Oficina del Censo de los Estados Unidos, la localidad tiene un área total de 1,55 km², la totalidad de los cuales corresponden a tierra firme.

## Demografía
Según el censo de 2000, había 201 personas, 92 hogares y 50 familias residiendo en la localidad. La densidad de población era de 129,78 hab./km². Había 102 viviendas con una densidad media de 65,6 viviendas/km². El 99,50% de los habitantes eran blancos y el 0,50% afroamericanos. 
Según el censo, de los 92 hogares, en el 27,2% había menores de 18 años, el 39,1% pertenecía a parejas casadas, el 8,7% tenía a una mujer como cabeza de familia, y el 44,6% no eran familias. El 37,0% de los hogares estaba compuesto por un único individuo, y el 20,7% pertenecía a alguien mayor de 65 años viviendo solo. El tamaño promedio de los hogares era de 2,18 personas, y el de las familias de 2,86.
La población estaba distribuida en un 25,9% de habitantes menores de 18 años, un 6,5% entre 18 y 24 años, un 23,4% de 25 a 44, un 27,4% de 45 a 64, y un 16,9% de 65 años o mayores. La media de edad era 40 años. Por cada 100 mujeres había 116,1 hombres. Por cada 100 mujeres de 18 años o más, había 104,1 hombres.
Los ingresos medios por hogar en la localidad eran de 29.583 dólares ($), y los ingresos medios por familia eran 32.321 $. Los hombres tenían unos ingresos medios de 31.250 $ frente a los 21.250 $ para las mujeres. La renta per cápita para la ciudad era de 14.135 $. El 20,7% de la población y el 14,0% de las familias estaban por debajo del umbral de pobreza. El 43,5% de los menores de 18 años y el 5,9% de los habitantes de 65 años o más vivían por debajo del umbral de pobreza.